# 顧竑
顧竑（1435年—？），字惟遠，直隸蘇州府吳縣人，民籍。明朝政治人物。同進士出身。

## 生平
成化元年（1465年）舉乙酉科應天府鄉試第六十五名。成化五年（1469年）乙丑科會試第四十三名，殿試登進士第三甲第一百四十五名。

## 家族
曾祖顧德甫。祖父顧伯雍。父亲顧寅仲。